# Блафс (Илиноис)
Блафс (енгл. Bluffs) град је у америчкој савезној држави Илиноис.

## Демографија
По попису из 2010. године број становника је 715, што је 33 (-4,4%) становника мање него 2000. године.
| Група             | 2000.       | 2010.       |
| Белци             | 745 (99,6%) | 702 (98,2%) |
| Афроамериканци    | 0 (0,0%)    | 1 (0,1%)    |
| Азијати           | 2 (0,3%)    | 1 (0,1%)    |
| Хиспаноамериканци | 0 (0,0%)    | 2 (0,3%)    |
| Укупно            | 748         | 715         |